# Alfstraße

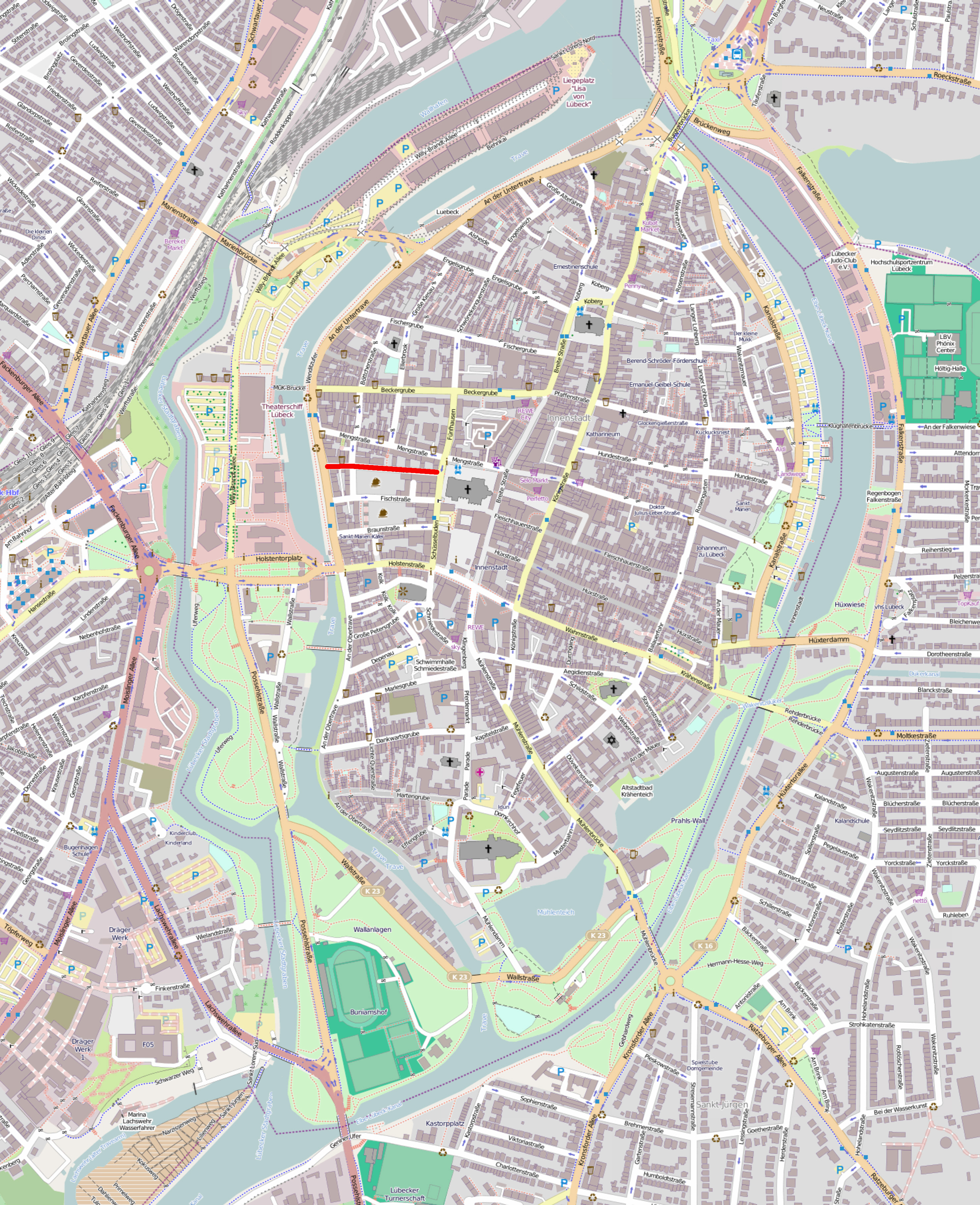
Die Lage der Alfstraße, rot markiert

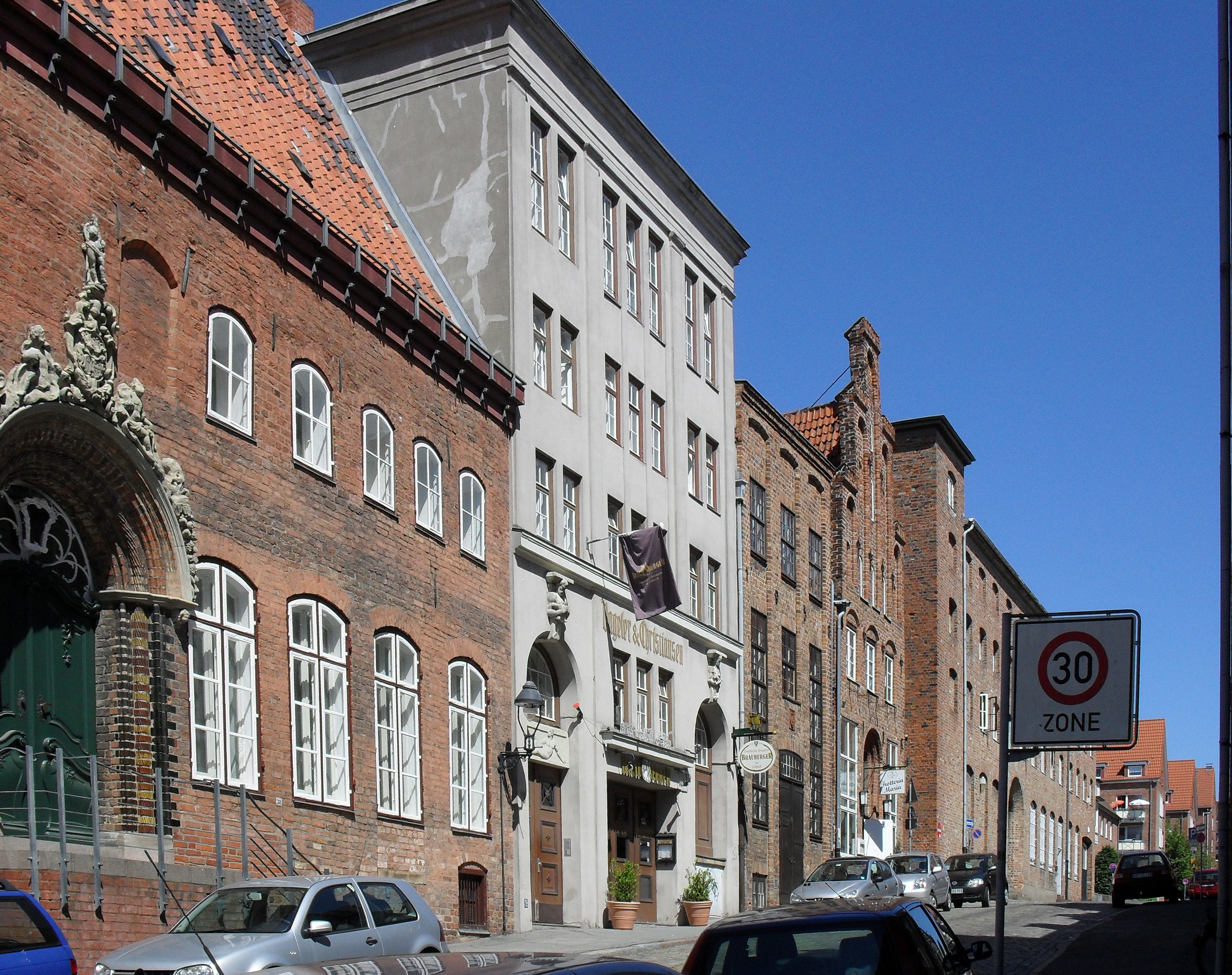
Gebäude am westlichen Ende der Alfstraße, nahe An der Untertrave

Die Alfstraße im März 2019 während der Neuerrichtung des Gründerviertels, Blick in Richtung Marienkirche

Die Alfstraße ist eine Straße der Lübecker Altstadt.

## Lage
Die etwa 240 Meter lange Alfstraße befindet sich im westlichen Zentralbereich der Altstadtinsel (Marien Quartier) und verläuft in Ost-West-Richtung. Sie beginnt am Schüsselbuden, unmittelbar gegenüber dem Westwerk der Marienkirche. Im weiteren Verlauf münden von Süden her zunächst die Neue Querstraße und dann die Gerade Querstraße ein, bis die Alfstraße schließlich in die Straße An der Untertrave einmündet.

## Geschichte
Die Alfstraße zählt zu den ältesten Straßen Lübecks. Sie gehört zum Straßennetz, das bei der Neugründung der Stadt im Jahre 1159 angelegt wurde und das bis heute das sogenannte Gründerviertel erschließt. Urkundlich erstmals erwähnt wird sie 1277 als Platea Adolphi, benannt vermutlich nach dem Initiator der ursprünglichen Stadtgründung von 1143, Adolf von Schauenburg.
1307 ist die entstellende Bezeichnung Platea Alvelini belegt, 1329 Alvestrate. Im Verlauf des 14. Jahrhunderts finden sich zahlreiche teils stark verfälschende Varianten, darunter 1351 Platea Alvis und 1398 Platea Amelii. Im Niederstadtbuch wird 1458 erstmals die Variation Alffstrate verwendet. Ein Testament von 1789 hingegen nennt Albstrate als Bezeichnung. Der heutige Name ist seit 1852 amtlich festgelegt.

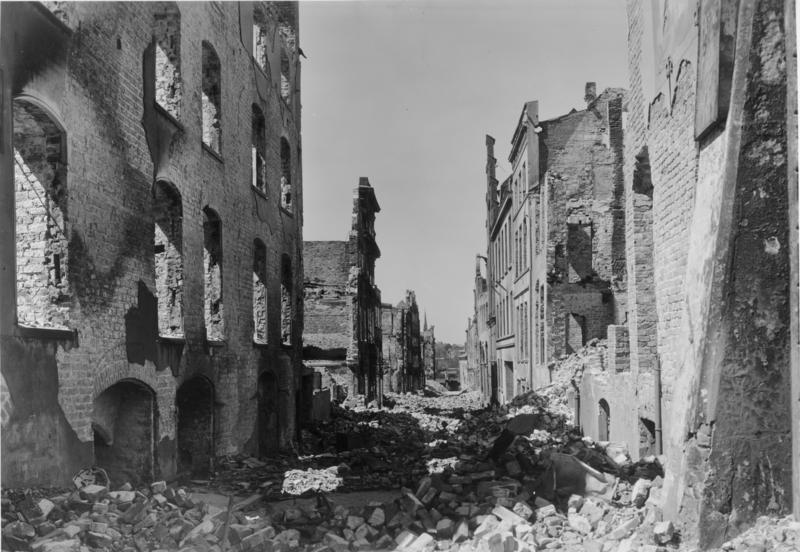
Die kriegszerstörte Alfstraße

Bis ins 20. Jahrhundert wies die Alfstraße ein geschlossenes historisches Straßenbild mit Giebelhäusern aus mehreren Jahrhunderten auf. Beim Luftangriff auf Lübeck am 29. März 1942 wurde die historische Bebauung bis auf wenige Häuser am westlichen Ende vollständig vernichtet. Beim Wiederaufbau in den fünfziger Jahren entstanden moderne Zweckbauten, zudem wurde die Straße deutlich verbreitert, so dass heute weder Erscheinungsbild noch Raumeindruck der Alfstraße ihrem historischen Charakter entsprechen.
Ein bedeutender Teil der Bauten aus den Nachkriegsjahren wurde bereits abgerissen. Anschließend erfolgte eine archäologische Untersuchung des Gründerviertels, nach der nunmehr eine weitgehende bauliche Neugestaltung der betroffenen Straßen vorgenommen wird.
2021, also 79 Jahre nach dem Angriff auf Lübeck, fanden Archäologen im Keller des bei dem Angriff zerstörten Hauses Nr. 18 eine weitgehend unversehrte Torte. Das fein mit Glasur, Randverzierungen und Spritzdekor versehene Backwerk sei in der ehemaligen Küche des Hauses unter Schuttbergen begraben gewesen und habe so die Jahre überstanden. Vermutlich haben herabstürzende Bauelemente einen Teil des Erdgeschosses in den Keller abrutschen lassen. Neben der Torte entdeckten sie ein Kaffeeservice und mehrere Schellackplatten für ein Grammophon. Die Entdeckung ist wichtig und bedeutsam, da die Torte momentan das einzige archäologisch freilegte Feingebäck seiner Art in Norddeutschland sei. Sie soll konserviert und ausgestellt werden.

## Bauwerke

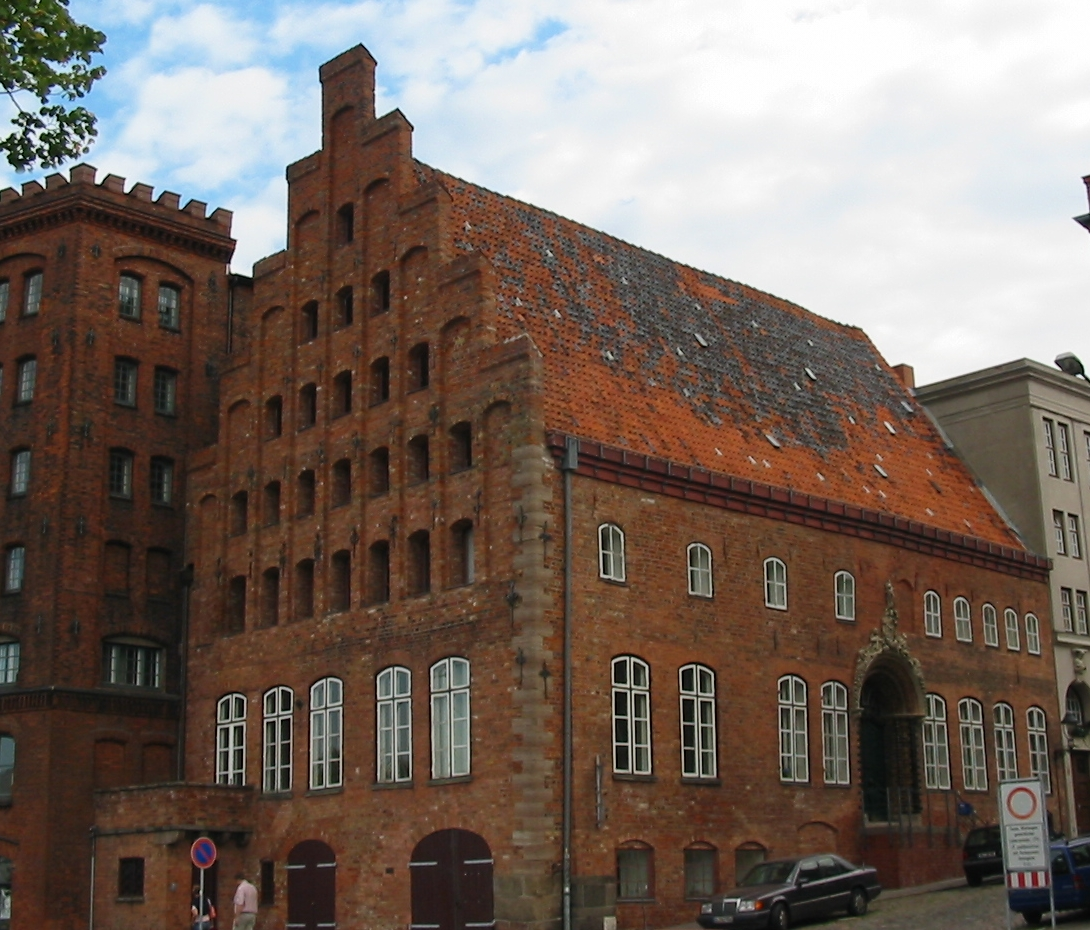
Alfstr. 38

- Alfstraße 32, Giebelhaus im Stil der Backsteinrenaissance
- Alfstraße 36, Haus des 20. Jahrhunderts mit Kelleranlage des frühen 13. Jahrhunderts
- Alfstraße 38, auf das 12. Jahrhundert zurückgehendes Renaissance-Giebelhaus